# Kala Nongkal
Kala Nongkal is een bestuurslaag in het regentschap Aceh Tengah van de provincie Atjeh, Indonesië. Kala Nongkal telt 54 inwoners (volkstelling 2010).